# Guerrino Botte
Guerrino Botte (Ormea, 5 settembre 1942 – Merano, 1º marzo 1996) è stato un carabiniere italiano, impegnato nelle indagini sul Mostro di Merano.

## Biografia
Il maresciallo aiutante Guerrino Botte prestava servizio al nucleo operativo del comando provinciale di Bolzano. Condusse le indagini su alcuni efferati omicidi che avevano turbato la comunità locale raccogliendo importanti elementi che portarono all'individuazione di Ferdinand Gamper, quale autore dei crimini che da settimane terrorizzavano la città di Merano. Il 1º marzo 1996 nel tentativo di catturare il serial killer, all'interno del casolare in cui si nascondeva, il Maresciallo Botte venne ferito mortalmente da un colpo d'arma da fuoco proditoriamente esplosogli contro dal ricercato. Fu la sesta ed ultima vittima del Mostro di Merano.
Il giorno successivo all'estremo sacrificio del Maresciallo Guerrino Botte, in un messaggio rivolto al Comandante generale dell'Arma dei carabinieri Luigi Federici, il Presidente del Consiglio Lamberto Dini  espresse «con animo commosso, vivissima costernazione e profondo cordoglio» per il militare «il cui eroico comportamento ha contribuito a porre fine agli allarmanti episodi che hanno profondamente turbato la popolazione del luogo e il Paese tutto»>.